# Isaac ben Jacob Alfassi
Isaac ben Jacob Alfassi (hébreu : יצחק בן יעקב הכהן אלפסי Yits’haq ben Yaaqov Hacohen Alfassi, arabe : إسحاق الفاسي Isḥaq Al-Fassi), dit le Ri"f (רי"ף, acronyme de Rav Itshak AlFasi), est un rabbin médiéval et décisionnaire d’Afrique du Nord (Qalaât Ben Ahmed, 1013 – Eliossana, 1103). Son grand-œuvre, le Sefer HaHalakhot, est un condensé du Talmud de Babylone dont l’auteur n’a retenu que la dimension législative, et est l'un des « trois piliers de la Loi juive » sur lesquels se basent le livre des Quatre Piliers et, par conséquent, la Table Dressée.
Son jour de décès (Hiloula/Yortzeit) est le 10 Iyar.

## Biographie
Isaac Alfassi est né à Qalaat Hammad, qui est compris par la plupart des historiens modernes comme étant la Kalâa des Béni Hammad dans l'actuelle Algérie, capitale des souverains hammadides du Maghreb central,. Cependant, des sources plus anciennes disent que Qalaat Hammad fait référence à un village près de Fès.
Il reçoit à Kairouan, Tunisie, les enseignements de Nissim Ben Jacob et Hananel ben Houshiel, les plus grandes autorités rabbiniques de l'époque. En 1045 il part à Fès, il est pris en charge financièrement par la communauté juive de la ville, qui subvient également aux besoins de sa famille afin qu’il puisse œuvrer en toute sérénité sur le Sefer Ha-halakhot. Une yeshiva est également fondée en son honneur, et attire de nombreux étudiants de tout le Maroc.
Dénoncé au gouvernement pour un chef d’accusation indéterminé en 1088, il est contraint d’émigrer vers l’Espagne, où il prend la tête de la yeshiva de Lucène en 1089. Il y forme notamment Joseph ibn Migash qui transmettra son enseignement à Maïmon ben Yossef et son fils Moïse, et Juda Halevi.
Comme le scholarque babylonien Haï Gaon décède alors qu’Isaac Alfassi a 25 ans, on estime généralement qu’il fait la transition entre la période des gueonim et celle des Rishonim ; certains le considèrent lui-même comme un gaon.

## Œuvres
Le Sefer Ha-halachot extrait toutes les décisions légales contenues dans les traités talmudiques Moed, Nashim et Nezikin ainsi que Berakhot et Houlin. Le Rif en retranscrit les conclusions halakhiques sans les délibérations y afférentes, et en excluant la matière Aggadique.
Cet ouvrage n'a été surpassé en importance que par le commentaire de Rachi, auquel il est antérieur. Il rendit la gemara au grand public, et il n'est pas étonnant qu'on l'ait surnommé Talmud Katan (« le petit Talmud »); on le connaît aussi sous le nom des « Hilchot haRif ».
Rav Nissim Gerondi (le RaN) en a établi un commentaire détaillé, inclus dans la plupart des éditions courantes. Le Rif et le RaN font partie du programme d'étude quotidien des yeshivot.